# Trichopilia rostrata
Trichopilia rostrata är en orkidéart som beskrevs av Heinrich Gustav Reichenbach. Trichopilia rostrata ingår i släktet Trichopilia och familjen orkidéer. Inga underarter finns listade i Catalogue of Life.